# Gran Taca Blanca

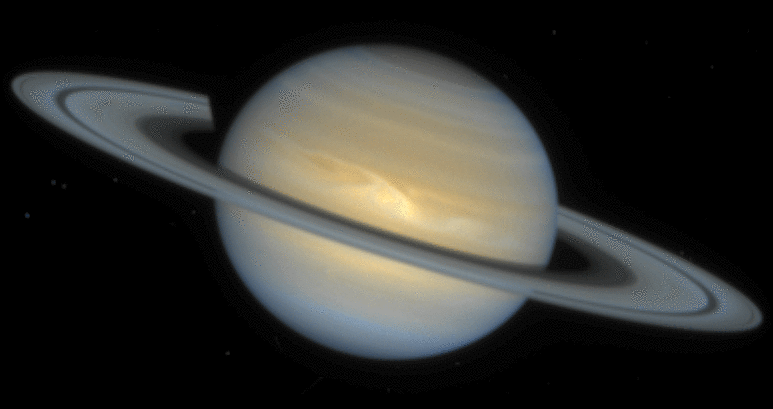
Gran Taca Blanca de Saturn.

La Gran Taca Blanca de Saturn, anomenada així en analogia amb la Gran Taca Vermella de Júpiter, és el nom que reben una sèrie de tempestes periòdiques prou grans per ser visibles des de la Terra amb el seu característic color blanc. Aquestes taques poden fer diversos milers de quilòmetres d'ample. Aquest fenomen és més o menys periòdic, amb intervals de 28 anys i mig, quan l'hemisferi nord de Saturn està inclinat cap al Sol.
Aquesta és una llista d'observacions que s'han fet al llarg de la història:
- 1876 – Observada per Asaph Hall. Va utilitzar les taques blanques per determinar el període de rotació del planeta.
- 1903 – Observada per Edward Barnard.
- 1933 – Observada per Will Hay, actor còmic i astrònom aficionat.
- 1960 – Observada per JH Botham (Sud-àfrica).
- 1990 – Observada per Stuart Wilber, del 24 de setembre fins al novembre.
- 1994 – Estudiada per observadors terrestres i el Telescopi espacial Hubble.[1]
- 2006 – Observada per Erick Bondoux i Jean-Luc Dauvergne.

Totes les tempestes que han causat les taques blanques més importants han ocorregut a l'hemisferi nord de Saturn.